# Nigel McGuinness
Pour les articles homonymes, voir McGuinness.
Steven Haworth (né le 23 janvier 1976 à Londres) est un ancien catcheur (lutteur professionnel) britannique. Il travaille actuellement à la All Elite Wrestling et la Ring of Honor, sous le nom de Nigel McGuinness. 
Il est aussi connu pour son travail à la Total Nonstop Action Wrestling, sous le nom de Desmond Wolfe. Il est le catcheur qui détient le record de longévité en tant que champion Pure de la ROH, avec 350 jours. Il détient aussi le second record de longévité en tant que champion du monde de la ROH avec 545 jours, juste derrière Samoa Joe. 

## Carrière

### Débuts
Haworth devient fan de catch à l'âge de 12 ans, en ayant une préférence pour la Hart Foundation et les British Bulldogs (Davey Boy Smith & Dynamite Kid), et se rend au SummerSlam 1992 avec le visage maquillé comme l'Ultimate Warrior. Il entre ensuite à la Kent State University, et obtient en 1997 son diplôme de chimie.
En septembre 1998, Steven commence à s'entraîner avec Les Thatcher dans la Heartland Wrestling Association (HWA) à Cincinnati, Ohio. Il débute en septembre 1999 sous le nom de Nigel McGuiness en battant GQ Masters III dans un match retransmis dans le magazine 20/20 sur la chaîne ABC. Il catche ensuite durant une année dans le Midwest. Haworth retourne en Angleterre, afin de gagner de l'argent pour retourner aux États-Unis et y poursuivre sa carrière de catcheur, et catche dans les All Star promotions entre septembre et décembre 2001, où il apprend au contact de catcheurs comme Robbie Brookside.

### Heartland Wrestling Association
McGuinness développe un personnage heel de punk rockeur et hooligan, un mélange de Billy Idol et Johnny Saint.
Le 10 juillet 2001, McGuinness bat Dean Jablonski dans des singles match avec comme but le HWA Tag Team Championship (l'équipier du titre étant blessé, Chet Jablonski), avec son partenaire, The Human Time Bomb. McGuinness et The Bomb perdent leur titre contre les Jablonski Brothers le 7 août suivant. Ils gagnent le titre une seconde fois le 23 juillet 2002, en battant les Jablonski Brothers. Ils perdent le titre face aux Southern Breeze durant l'année.
En 2003 McGuinness introduit le HWA European Championship à la HWA. Il perd son titre le 30 septembre 2003, mais le reprend le 4 novembre puis se retire.
McGuinness remporte le HWA Heavyweight Championship le 6 septembre, 2003 à Batavia, Ohio, en battant Chad Collyer. Le 3 janvier 2004, il perd son titre. McGuinness bat Hoss pour son second règne de Champion Heavyweight le 6 janvier, et le perd le 17 mars 2004 face à El Temor.

### Ring of Honor (2003-2009)

#### Débuts et ROH Pure Champion (2003-2006)

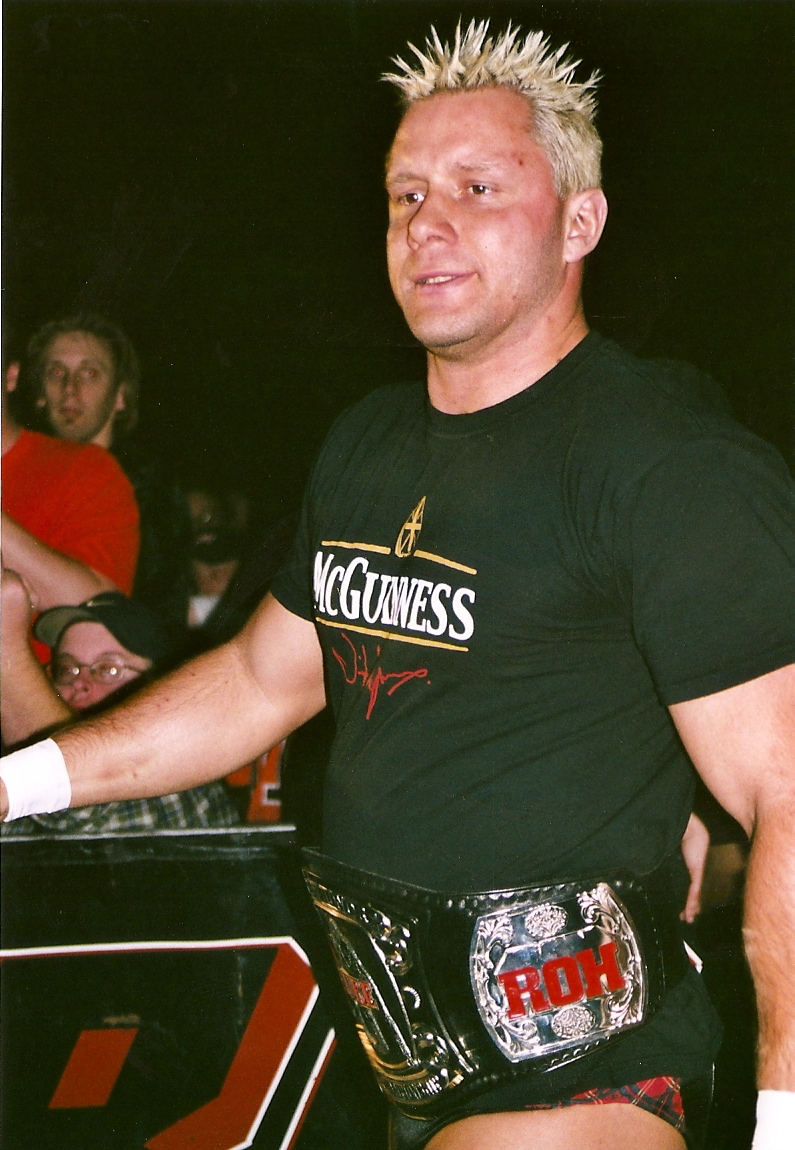
Nigel McGuinness avec le ROH Pure Championship.

McGuinness débute à Ring of Honor (ROH) le 9 août 2003, en catchant face à Chet Jablonski. En mars 2005, McGuinness et Colt Cabana font équipe afin de conquérir le titre de ROH Tag Team Championship, mais perdent le match, contre Dan Maff et B.J. Whitmer. Cabana et McGuinness commencent une série de matchs simples, jusqu'à ce que McGuinness batte Cabana pour être le challenger numéro un pour le titre ROH Pure Championship. Il rencontre le champion, Samoa Joe, le 12 juin 2005, mais il perd. Il le rencontre encore une fois le 27 mai, le bat et remporte le ROH Pure Championship.
Lors de son règne, McGuinness rencontre dans une série de matchs Claudio Castagnoli. Le 14 octobre, dans un match sans le titre, Castagnoli est victorieux. Le 25 mars 2006, Nigel bat Castagnoli dans un Last Chance to Win the Belt match, il reste donc champion.
Nigel évolue entre la ROH et la CZW, McGuinness a l'occasion de remporter une seconde fois le titre de ROH World Championship contre Bryan Danielson, le 29 avril. McGuinness gagne par décompte extérieur, il n'est pas champion mais il se voit le droit à une revanche le 29 juillet, Danielson retient son titre. McGuinness perd son Pure Championship dans un match d'unification des titres avec Danielson à Liverpool le 12 août 2006.

#### ROH World Champion (2007-2009)
À Undeniable le 6 octobre 2007, McGuinness bat Takeshi Morishima et remporte le titre de ROH World Championship. Le 29 décembre, il conserve son titre face à Austin Aries, mais à la suite d'un saut d'Aries, il se blesse à la tête, lui cassant son nez et ayant l'arcade sourcilière ouverte. Il retient son titre à plusieurs occasions face à Chris Hero, notamment dans un Steel Cage match le 25 janvier 2008. Lors de 6th Anniversary Show, il garde son titre face à Bryan Danielson. Il redéfend son titre contre lui le 22 novembre lors de Rising Above. Lors de 7th Anniversary Show, il bat KENTA et conserve son titre. Le 3 avril 2009, lors de Supercard of Honor IV il perd son titre face à Jerry Lynn, mettant ainsi fin à 545 jours de règnes. Il apparaît de moins en moins ensuite à la ROH, à la suite de multiples blessures. Il effectue son dernier match le 26 septembre en perdant Bryan Danielson lors de Glory by Honor VIII.

### Fédérations indépendantes
Tout en étant à la ROH, McGuinness continue de catcher sur le circuit indépendant, dans des fédérations comme l'IWA Mid-South, la New Era Pro Wrestling, l'Italian Championship Wrestling et l'American All-Star Wrestling.
Le 3 septembre 2005, McGuinness catche dans l'Ohio Valley Wrestling (qui est le terrain de développement de la WWE) sur OVW TV, il perd face à Elijah Burke. Il rencontre Danny Basham le 11 septembre 2005, à WWE Sunday Night HEAT, perd après un DDT de Basham.
McGuinness apparaît ensuite à la Total Nonstop Action Wrestling le 13 novembre 2005 face à Shark Boy. Puis il quitte les États-Unis et s'envole pour le Japon à la Pro Wrestling NOAH en novembre et décembre 2005. Il catche 9 matchs, 7 victoires, et fait équipe avec Doug Williams, 2 Cold Scorpio et Bison Smith.
En 2007, McGuinness représente la fédération ROH dans le King of Europe Cup. Il arrive en finale et, de retour dans son pays d'origine, bat son camarade britannique et partenaire d'équipe Doug Williams pour gagner la finale du tournoi.
Plus tard[Quand ?], McGuiness va au Australian annual supershow International Assault, et fait face à Bryan Danielson pour le World Series Wrestling title dans un match UNSW roundhouse à Sydney, Melbourne et Newcastle.
Le 14 octobre 2007, McGuiness catche contre James Tighe dans le premier British National Championship Tour organisé par l'International Pro Wrestling: United Kingdom. McGuiness est disqualifié du tournoi.

### Total Nonstop Action Wrestling (2009-2011)

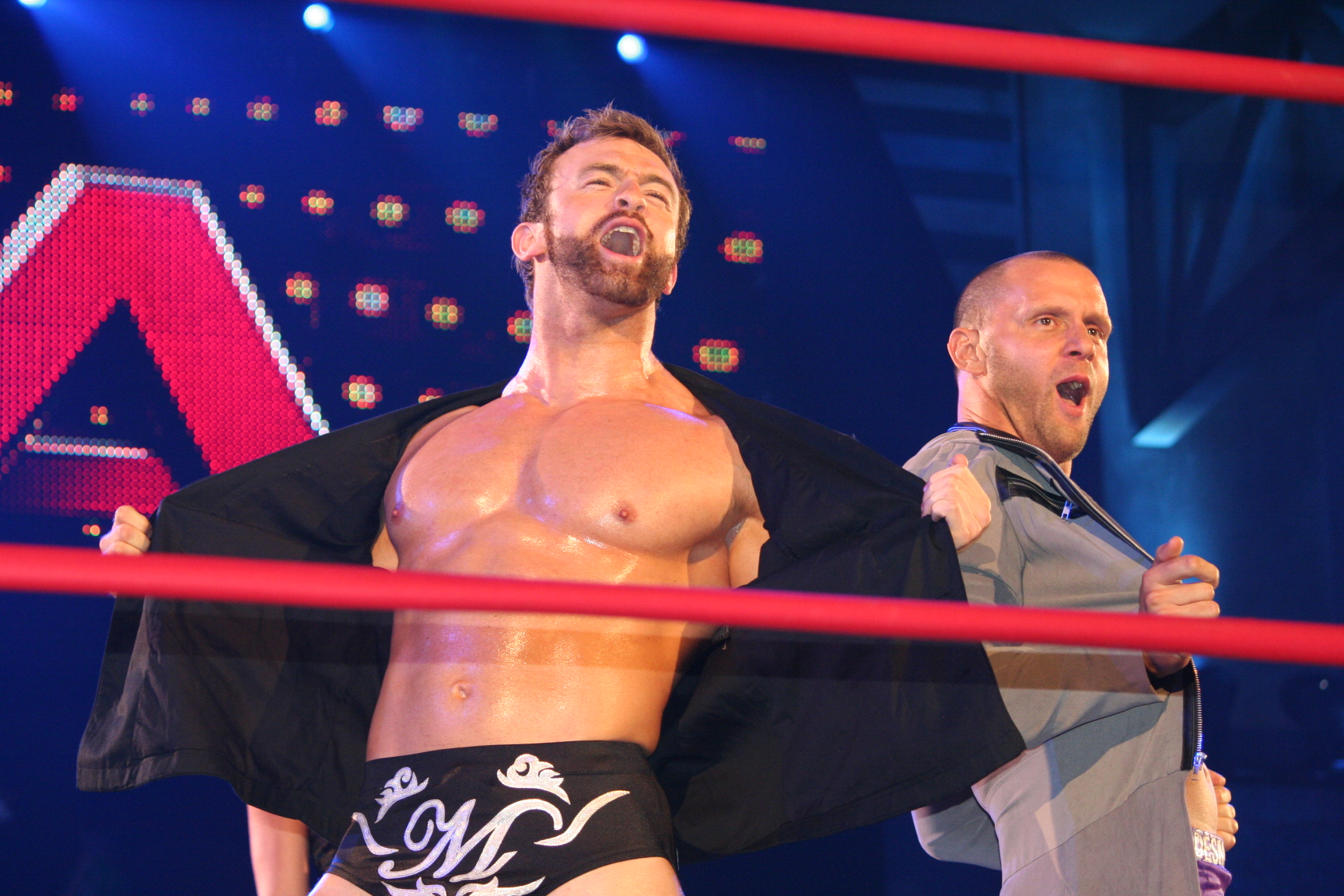
Nigel McGuinness faisant équipe avec Brutus Magnus.

Nigel McGuiness signe à la Total Nonstop Action Wrestling le 19 octobre 2009 où il lutte sous le nom de Desmond Wolfe.
Il s'attaque directement à Kurt Angle plusieurs semaines de suite, ce qui mènera à un match entre les deux à TNA Turning Point. Il perdra ce match, ainsi que la revanche, dans un match Three Degrees Of Pain à Final Resolution. Ensuite il entame une rivalité avec D'Angelo Dinero. Le 28 janvier 2010, il bat Sean Morley dans un match de qualification pour définir le nouvel aspirant au titre poids lourd de la TNA. Dans la suite du tournoi, il perdra face à D'Angelo Dinero. Le 4 mars, il perd contre AJ Styles et ne remporte pas le titre poids-lours dans un match qui comprenait aussi D'Angelo Dinero et Abyss. Il obtient ensuite un match de championnat pour le titre poids-lourd grâce au public le 3 mai. Il perd face à Rob Van Dam et ne remporte pas le TNA World Heavyweight Championship. Il s'associe ensuite avec Brutus Magnus avec qui il bat de nombreuses équipes, comme Hernandez et Rob Terry par exemple, ce qui l'amène à un match de championnat pour le TNA World Tag Team Championship. À la suite d'une grave maladie inconnue il est tenu à l'écart des écrans pendant plusieurs mois.
Le Vendredi 22 avril 2011 Randy Ricci, ancien directeur de production de la TNA, affirme sur son blog que Wolfe serait atteint de l'Hépatite C, une maladie virale transmise par le sang pouvant causer jusqu'à une inflammation du foie. Wolfe a lutté pour la dernière fois en août 2010, alors qu'il était booké avec Brutus Magnus pour un match de championnat contre The Motor City Machine Guns. La confrontation avait dû être annulée au dernier moment sous motif de 'raison personnelle'. Il avait été rapporté plus tard que l'état de santé de l'ancien champion de la ROH le tiendrait écarté des rings pour une durée indéterminée.
Desmond Wolfe a officiellement quitté la TNA et a rompu son contrat le 19 juin 2011.

### Retour à la Ring of Honor (2011-2016)
Il est aujourd'hui commentateur au côté de Kevin Kelly. Le 3 novembre 2012, il est nommé Matchmaker, équivalent au Général Manager.

### World Wrestling Entertainment (2016-2022)

#### Débuts comme commentateur au UK Tournament (2016-2017)
Le 15 décembre 2016, la World Wrestling Entertainment annonce sa signature comme commentateur pour le nouveau tournoi afin de déterminer le premier champion du Royaume-Uni qui se déroulera à Blackpool en janvier 2017.

#### Commentateur de NXT et départ (2017-2022)
Le 28 janvier à NXT TakeOver: San Antonio, Corey Graves annonce son départ de son poste de commentateur de NXT : il sera remplacé par McGuinness.

### All Elite Wrestling (2023-...)
Le 6 avril 2023, il signe officiellement avec la All Elite Wrestling.
Le 25 août 2024, il fait son retour sur les rings le 25 août 2024 lors de All In durant le Casino Gauntlet match.

## Palmarès
- Heartland Wrestling Association
  - 2 fois HWA Heavyweight Champion[13]
  - 2 fois European Champion[13]
  - 2 fois HWA Tag Team Champion avec the Human Time Bomb[13]

- New Breed Wrestling Association
  - 1 fois New Breed Heavyweight Champion

- Ring of Honor
  - 1 fois ROH World Champion[13]
  - 1 fois ROH Pure Champion[13]

- One Pro Wrestling
  - 1 fois 1PW Openweight Champion[13]

- Total Nonstop Action Wrestling
  - TNA World Tag Team Championship #1 Contenders Tournament (2010) avec Magnus

- Autres
  - King of Europe Cup (2007)